# U-270
| U-270 | U-270 | U-270 |
| --- | --- | --- |
| U 270 | | |
| | | |
| Зображення підводного човна підтипу VIIC                                                                     | | |
| Верф | Bremer-Vulkan-Vegesacker Werft, Бремен-Вегесак                                                                                    | Bremer-Vulkan-Vegesacker Werft, Бремен-Вегесак                                                                                    |
| Під прапором                                                                                                 | Третій Рейх | Третій Рейх |
| Належність                                                                                                   | Крігсмаріне | Крігсмаріне |
| Порт приписки                                                                                                | Данциг Сен-Назер | Данциг Сен-Назер |
| Замовлення                                                                                                   | 20 січня 1941 | 20 січня 1941 |
| Закладений                                                                                                   | 15 жовтня 1941 | 15 жовтня 1941 |
| Спуск на воду                                                                                                | 11 липня 1942 | 11 липня 1942 |
| Введений до складу флоту                                                                                     | 5 вересня 1942 | 5 вересня 1942 |
| На службі | 1942—1944 | 1942—1944 |
| Сучасний статус                                                                                              | 13 серпня 1944 року затоплений у Біскайській затоці на захід від Ла-Рошелі глибинними бомбами австралійського літака «Сандерленд» | 13 серпня 1944 року затоплений у Біскайській затоці на захід від Ла-Рошелі глибинними бомбами австралійського літака «Сандерленд» |
| Бойовий досвід                                                                                               | Друга світова війна Битва за Атлантику                                                                                            | Друга світова війна Битва за Атлантику                                                                                            |
| Проєкт | | |
| Тип ПЧ | середній торпедний ДПЧ | середній торпедний ДПЧ |
| Вартість | 4 714 000 ℛℳ | 4 714 000 ℛℳ |
| Основні характеристики                                                                                       | | |
| Швидкість (надводна)                                                                                         | 17,7 вузла (32,8 км/год) | 17,7 вузла (32,8 км/год) |
| Швидкість (підводна)                                                                                         | 7,6 вузла (14,1 км/год) | 7,6 вузла (14,1 км/год) |
| Робоча глибина занурення                                                                                     | 100 м | 100 м |
| Гранична глибина занурення                                                                                   | 220 м | 220 м |
| Дальність плавання                                                                                           | 135—174 км на швидкості 4 вузли (у підводному положенні) 11 470 км на швидкості 10 вузлів (у надводному положенні)                | 135—174 км на швидкості 4 вузли (у підводному положенні) 11 470 км на швидкості 10 вузлів (у надводному положенні)                |
| Екіпаж | 44—60 осіб | 44—60 осіб |
| Розміри | | |
| Довжина найбільша (по КВЛ)                                                                                   | 67,1 м | 67,1 м |
| Ширина корпусу найб.                                                                                         | 6,2 м | 6,2 м |
| Висота | 9,6 м | 9,6 м |
| Середня осадка (по КВЛ)                                                                                      | 4,74 м | 4,74 м |
| Водотоннажність надводна                                                                                     | 769 т | 769 т |
| Водотоннажність підводна                                                                                     | 871 т | 871 т |
| Силова установка                                                                                             | | |
| Дизель-електрична: 2 дизельних двигуни MAN M 6 V 40/46, 2 електродвигуни Siemens-Schuckert-Werke GU 343/38-8 | | |
| Гвинти | 2 | 2 |
| Потужність                                                                                                   | 2800—3200 к.с. (дизелі) 750 к.с. (електродвигуни)                                                                                 | 2800—3200 к.с. (дизелі) 750 к.с. (електродвигуни)                                                                                 |
| Озброєння | | |
| Артилерія | 1 × 88-мм палубна гармата SK C/35                                                                                                 | 1 × 88-мм палубна гармата SK C/35                                                                                                 |
| Торпедно- мінне озброєння                                                                                    | 4 носових і один кормовий ТА 14 торпед або 26 мін TMA                                                                             | 4 носових і один кормовий ТА 14 торпед або 26 мін TMA                                                                             |
| ППО | 1 × 37-мм зенітна гармата Flak M42 2 × 20-мм зенітні гармати FlaK 30                                                              | 1 × 37-мм зенітна гармата Flak M42 2 × 20-мм зенітні гармати FlaK 30                                                              |

U-270 — німецький середній підводний човен типу VIIC, що входив до складу Військово-морських сил Третього Рейху за часів Другої світової війни. Закладений 15 жовтня 1941 року на верфі № 35 компанії Bremer-Vulkan-Vegesacker Werft у Бремен-Вегесакі. Спущений на воду 11 липня 1942 року. 5 вересня 1942 року корабель увійшов до складу 8-ї навчальної флотилії ПЧ ВМС нацистської Німеччини.

## Історія
U-270 належав до німецьких підводних човнів типу VIIC, найчисельнішого типу субмарин Третього Рейху, яких було випущено 703 одиниці. Службу розпочав у складі 8-ї навчальної флотилії ПЧ, з 1 квітня 1943 року переведений до бойового складу 6-ї флотилії. З 23 березня 1943 по 13 серпня 1944 року U-270 здійснив 6 бойових походів у Північну Атлантику, під час яких потопив 1 військовий корабель (1370 тонн).
10 серпня 1944 року U-270 востаннє вийшов у бойовий похід з Лор'яна. 13 серпня в Біскайській затоці його атакував і потопив глибинними бомбами австралійський летючий човен «Сандерленд» 461-ї ескадрильї RAAF. Загиблих на борту човна не було; вижив сімдесят один чоловік. Водночас за німецькою версією повідомлялося про 10 загиблих і 71 вцілілого на борту U-270; нібито човен був перевантажений персоналом, його евакуювали з обложеного французького міста.

## Командири
- Капітан-лейтенант Пауль-Фрідріх Отто (5 вересня 1942 — 25 червня 1944)
- Оберлейтенант-цур-зее Генріх Шрайбер (16 липня — 13 серпня 1944)

## Перелік уражених U-270 суден у бойових походах
| №                                                            | Дата            | Командир ПЧ               | Назва   | Тип    | Належність                              | Водотоннажність (брт) | Вантаж | Конвой        | Результат та координати                                                          | Наслідки атаки для екіпажу    | Прим.               |
| ------------------------------------------------------------ | --------------- | ------------------------- | ------- | ------ | --------------------------------------- | --------------------- | ------ | ------------- | -------------------------------------------------------------------------------- | ----------------------------- | ------------------- |
| Третій похід (07.09—06.10.1943, 30 діб; Сен-Назер—Сен-Назер) |                 |                           |         |        |                                         |                       |        |               |                                                                                  |                               |                     |
| 1                                                            | 20 вересня 1943 | Kptlt. Пауль-Фрідріх Отто | «Леган» | фрегат | Військово-морські сили Великої Британії | 1370                  |        | Конвой ON 202 | тотально зруйнований 57°09′ пн. ш. 27°28′ зх. д. / 57.150° пн. ш. 27.467° зх. д. | ? (29 загиблих та ? вцілілих) | фрегат типу «Рівер» |